# Ральф Баер
Ральф Генрі Бер (англ. Ralph Henry BaerRalph Henry Baer) — американський винахідник, розробник відеоігор, інженер, підприємець, що отримав прізвисько «Батько відеоігор»  за свій величезний внесок у розвиток цієї індустрії, особливо в перші роки існування комп'ютерних ігор як таких.

## Біографія
Американець єврейсько-німецького походження. Рудольф Генріх Бер (справжнє ім'я винахідника) народився 8 березня 1922 року у містечку Родальбен . Батько - Лео Бауер, працював шорником на взуттєвій фабриці в прилеглому містечку Пірмазенс  . Мати Лотте Бауер (до шлюбу Кіршбаум, англ. Charlotte Lauren Kirschbaum, 1899-1999). У 1933 році, у віці 11 років, з приходом до влади нацистів, був виключений зі школи у зв'язку зі своїм єврейським походженням  . Його сім'я відчула, що гоніння на євреїв у країні стають все жорсткішими, тому в серпні 1938 року, коли Рудольфу було 16 років, вони емігрували до США і прибули до Нью-Йорка . Це сталося за три місяці до сумнозвісної «Кришталевої ночі»  . Незабаром майбутній винахідник трохи змінив своє ім'я на англізоване і був натуралізований, ставши громадянином США.
Вже за тиждень після прибуття в США Бер працював на фабриці з виготовлення футлярів для манікюрних наборів, заробляючи 12 доларів на тиждень (трохи більше 200 доларів у цінах 2014 року  ): саме там 16-річний юнак зробив свій перший винахід — дерев'яний затискач, що тримає 5-6 футлярів одночасно , що помітно підвищило продуктивність праці  . Через півроку одного разу в метро він побачив обкладинку журналу, на якій йшлося про те, що на обслуговуванні радіо та телевізорів можна робити великі гроші. Зайнявшись цією ідеєю, Бер став купувати тематичну літературу, закінчив Национальный институт радио  за спеціальністю «радіотехнік». Витративши на це приблизно півтора роки, Бер звільнився з фабрики та зайнявся обслуговуванням радіоприймачів, телевізорів, антен. У 1943 році був призваний до армії, служив рік у США, потім ще два роки у військовій розвідці в Англії та Франції  у званні рядового (особистий номер 32887607)  .
Повернувшись з війни, Бер вступив до Американського телевізійного інституту технологій у Чикаго і в 1949 році закінчив його за спеціальністю «телевізійний інженер» (крайня рідкість на той час) та зі ступенем « бакалавр наук ». Того ж року Бер отримав посаду головного інженера у маленькій фірмі Wappler, Inc., яка займалася електричним медичним обладнанням Тут він також зміг проявити себе як винахідник: він удосконалював та винаходив електричні скальпелі, эпиляторы  інші прилади.
В 1951 Бер перейшов в компанію Loral Corporation , де працював також старшим інженером, займаючись вдосконаленням обладнання для IBM .
З 1952 по 1956 рік працював у компанії Transitron, Inc., також старшим інженером, а потім і віце-президентом.
У 1955 році переїхав в Манчестер, де і прожив все життя  .1956 року заснував власну компанію. У ній працювало до 500 інженерів, які займалися переважно військовими замовленнями. Саме ця робота подала Беру ідею, яка призвела до створення першої в світі ігрової приставки .
В 1972 Бер почав співпрацювати зі свіжоствореною компанією Atari, яка в тому ж році створила один з найкомерційніше успішних аркадних автоматів - Pong, суть гри якого була заснована на розробці Бера "Настільний теніс"  . Надалі між Бером і Ноланом Бушнеллом (президентом Atari ) розгорілася затяжна суперечка, пов'язана з патентуванням цієї гри.
У 1975 році зайнявся самостійною консультаційною діяльністю та почав співпрацювати з Marvin Glass & Associates, Чикаго  .
У 1987 році Бер вийшов на пенсію, але до самої своєї смерті продовжував винаходити та просувати нові відеоігри та електронні іграшки. Бер має 50 патентів у США і ще близько 100 по всьому світу , причому пов'язаних не тільки з відеоіграми та електронними іграшками, але і, наприклад, з листівками, що говорять дверними килимками і системами для підводних човнів  .2005 року побачила світ книга Бера «Відеоігри: На початку»  . В 2006 Ральф Бер передав всі свої прилади і документацію, пов'язані зі своїми винаходами, в дар Смітсонівському інституту  .

### Особисте життя та смерть
У 1952 році Ральф Бер одружився з дівчиною на ім'я Дена Вінстон. Пара прожила разом понад півстоліття, 2006 року Дена померла. Від цього шлюбу залишилися троє дітей: Джеймс, Марк та Ненсі. Сам Ральф Бер помер 6 грудня 2014 року від старості. На момент смерті у нього залишилися троє дітей і четверо онуків та онучок  . Похований три дні після смерті при храмі Adath Yeshurun  .

### Винаходи
- Ральфа Бера називають винахідником відеоігор. Перші його досліди щодо використання телевізійного екрану для ігор відносяться до 1966 [23] . Заручившись підтримкою двох інженерів і отримавши на експеримент 2500 доларів (близько 17 000 у цінах 2014 року) [24] Бер за два роки створив «Коричневу коробку» — першу в світі консольну систему для відеоігор. Свою назву вона отримала на честь того, що її зовнішнє покриття було виготовлене під шпон . Протягом чотирьох років Бер не міг знайти фірму, яка взялася б просунути цей незвичайний товар на ринок. Це вийшло лише 1972 року, коли Бер модифікував свою «Коричневу коробку» — ця консоль отримала ім'я Magnavox Odyssey [24] . Загалом цих приставок у світі було продано близько 330 тисяч штук. Нині одна з перших «Коричневих коробок» зберігається у Смітсонівському інституті .
- У березні 1971 року Бер отримав перший у світі патент на «телевізійну ігрову та навчальну апаратуру» [25] .
- У 1972 році Бер винайшов перший у світі світловий пістолет, з тих, що змогли потрапити на масовий ринок - Shooting Gallery .
- 1975—1978 — Бер зробив значний внесок у розвиток моделей приставок серії Magnavox Odyssey .
- У 1978 [26] публіці була представлена розроблена спільно з Ховардом Моррісоном гра «Саймон» [27], в 1979 - її продовження «Супер-Саймон».
- У 1979 році вийшла граангл. Ideal ManiacIdeal Maniac, що мала помітно меншу популярність, ніж "Саймон".

## Нагороди та визнання
- 2004 - Національна медаль США в галузі технологій та інновацій [28]
- 2005 -англ. G-PhoriaG-Phoria у категорії «Легенда»
- 2008 -англ. IEEE Masaru Ibuka Consumer Electronics AwardIEEE Masaru Ibuka Consumer Electronics Award
- 2008 - нагорода«Пионер» на Конференції розробників ігор [29]
- 2010 - включений до Національної зали слави винахідників
- 2014 - Медаль Едісона
- 2014 - включений Корпорацією Карнегі до списку "Іммігранти: гордість Америки" [30]
- Довічний почесний член Інституту інженерів електротехніки та електроніки